# Емельянов, Юрий Викторович
Ю́рий Ви́кторович Емелья́нов (род. 16 августа 1963, Новосибирск) — российский тренер по боксу. Тренер новосибирских ДЮСШ № 17 и ШВСМ, тренер сборных команд Новосибирской области и России, личный тренер таких известных российских боксёров как Андрей Козловский, Максим Игнатьев, Сергей Игнатьев, Алексей Щербаков и др. Заслуженный тренер России (1999).

## Биография
Юрий Емельянов родился в 16 августа 1963 года в Новосибирске.
В течение многих лет работал старшим тренером-преподавателем в новосибирской Детско-юношеской спортивной школе № 17 (ныне ДЮСШ «Спартанец»). Позже — тренер новосибирской Школы высшего спортивного мастерства, тренер отделения бокса новосибирского Регионального цента спортивной подготовки сборных команд и спортивного резерва. Занимал должность старшего тренера сборной команды Новосибирской области по боксу. С 2017 года — старший тренер национальной сборной команды России по боксу.
За долгие годы тренерской работы Емельянов подготовил ряд титулованных боксёров, добившихся успеха как на всероссийском, так и на международном уровне. В числе наиболее известных его воспитанников — мастера спорта международного класса братья Максим и Сергей Игнатьевы. Максим Игнатьев является чемпионом мира и Европы среди юниоров, двукратный чемпион России, участник чемпионата мира в Милане. Сергей Игнатьев — двукратный чемпион России, серебряный призёр Кубка мира, победитель и призёр нескольких турниров международного значения. Также в разное время его воспитанниками были чемпион России, финалист Игр доброй воли Андрей Козловский, многократный призёр всероссийских первенств, чемпион мира среди полицейских Алексей Щербаков, призёр чемпионата России Семён Степанов и др.
За выдающиеся достижения на тренерском поприще в 1999 году Юрию Емельянову было присвоено почётное звание «Заслуженный тренер России».